# Scoliocentra mariei
Scoliocentra mariei är en tvåvingeart som först beskrevs av Seguy 1934.  Scoliocentra mariei ingår i släktet Scoliocentra och familjen myllflugor. Inga underarter finns listade i Catalogue of Life.